# Iglesia de San Miguel Arcángel (Alfajarín)
La iglesia de San Miguel Arcángel es una iglesia de España situada en la localidad de Alfajarín, perteneciente a la provincia de Zaragoza, en la comunidad autónoma de Aragón. Fue declarada bien de interés cultural en la categoría de monumento el 6 de noviembre de 2001.
Es fruto de la remodelación en fases sucesivas de la original mezquita zagrí del siglo XII, aún conserva importantes restos de época mudéjar.
En el siglo XIII contaría con una nave única de cuatro tramos con capillas laterales entre los contrafuertes, que en época barroca se unieron formando una nueva nave en el lado de la Epístola.
Durante la reforma barroca, además, se transformó el ábside poligonal en una 
cabecera recta y se cambiaron las bóvedas del templo.
En el siglo XIV la nave se recreció a modo de iglesia-fortaleza, se abrió la tribuna que recorre parte de su perímetro y se levantó el monumental hastial occidental, decorado con paños de sebqa y flanqueado por dos torres, que hoy en día oculta parcialmente un atrio oval barroco.
En 1486 se terminó la magnífica torre norte de tipología mixta, con un segundo cuerpo hueco de planta octogonal sobre el anterior, de planta cuadrada y estructura de alminar musulmán.
Esta torre está realizada en ladrillo, al igual que el resto de la fábrica mudéjar de la iglesia, y presenta en el cuerpo inferior tres zonas diferenciadas, dos de ellas decoradas con grandes paños de sebqa, y en el superior varios vanos abiertos, un remate almenado y un chapitel contemporáneo.